# TIMELESS (少年記のアルバム)
『TIMELESS』（タイムレス）は、2016年2月24日に発売された少年記の1枚目のオリジナルアルバム。

## 内容
- 少年記のキャリア初のフルアルバムである。
- 過去の発表したシングルがすべて収録されている。
- 少年記最後の作品である。

## 収録曲
1. ココロモンスター
作詞:コウ、作曲:少年記、編曲:eiki
  - 5thシングル
2. ガゼルバベル
作詞:コウ、作曲:コウ・eiki、編曲:eiki
  - 2ndシングル
3. SECRET KISS
作詞:コウ、作曲:コウ・eiki、編曲:eiki
  - 4th無料配布CD-R
4. REVIVA
作詞:コウ、作曲:Nao、編曲:少年記
  - 1stシングル
5. IN THE SUNLIGHT
作詞・作曲:コウ、編曲:eiki
  - 3rdシングル
6. BANG ME
作詞:コウ、作曲:コウ・eiki、編曲:eiki
  - 4thシングル
7. 孤独遊戯
作詞:コウ、作曲:Nao・コウ、編曲:Nao
  - 5th無料配布CD-R
8. 宵花火
作詞:コウ、作曲:Nao・コウ、編曲:Nao
  - 3rd無料配布CD-R
9. WEAKNESS_MY BLOOD
作詞・作曲:コウ、編曲:eiki
  - 6thシングル
10. 時の色
作詞:コウ、作曲:コウ・Nao、編曲:Nao
  - 新曲

## MV
「ココロモンスター」 - YouTube
「ガゼルバベル」 - YouTube
「REVIVA」 - YouTube
「BANG ME」 - YouTube
「WEAKNESS_MY BLOOD」 - YouTube